# Bakfylla

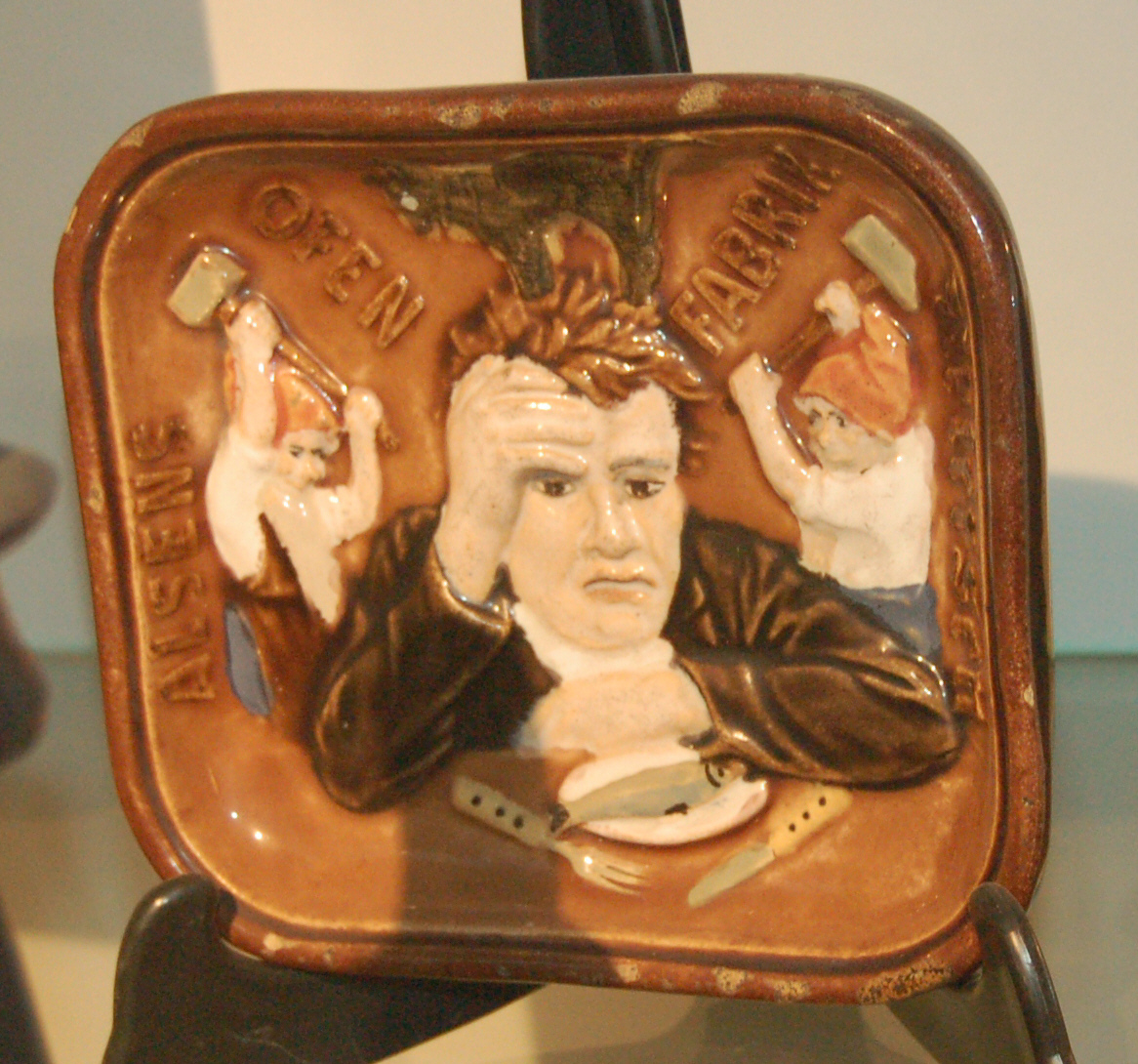
En bakfull person.

Bakfylla, baksmälla, bakrus eller i vardagligt tal bakis är ett fysiskt och psykiskt tillstånd som följer efter berusning på alkohol eller annat berusningsmedel.

## Orsaker
Alkohol bryts ned i levern i två steg. Först från etanol till acetaldehyd. Acetaldehyden bryts sedan i sin tur ned till ättiksyra, som kroppen kan använda för att producera energi. En viss mängd av den i steg ett bildade acetaldehyden bryts dock inte ned till ättiksyra utan fortsätter att cirkulera i kroppen. Acetaldehyd är en kraftig nervirritant och neurotoxin och kan orsaka stor skada i kroppen. Kroppens naturliga försvar mot acetaldehyd (och alla andra aldehyder för den delen) är cystein (en aminosyra) och glutation (en liten cysteininnehållande peptid). Dessa molekyler innehåller en sulfhydrylgrupp som är kemiskt aktiv mot aldehyder. Under sin kamp med att bryta ned aldehyder, immobiliseras cysteinet genom att omvandlas till cystin.
Etanol inhiberar även insöndringen av hormonet vasopressin vilket leder till kraftig urinbildning, något som förklarar uttorkningen vid bakfylla.

## Symptom
En bakfylla kan ge ett flertal symptom. Beroende på hur kraftig bakfyllan är kan den ge följande: Torr mun, huvudvärk, illamående, ångest, extra känslighet för ljus och ljud, utmattning, frossa, kräkningar samt nedsatt balans.

## Återställare
Återställare är en alkoholhaltig drink som intas för att lindra bakrus. Hur god effekt en återställare skulle ge och vilka fysiologiska mekanismer som skulle ligga bakom effekten är inte helt utrett..